# Takenouchi Shikibu
 (août 2016).
Takenouchi Shikibu (né en 1712 à Niigata au Japon, mort en 1768 à Miyakejima) est à l’origine de la doctrine d’origine chinoise du Sonnō jōi, une théorie de la loyauté absolue à l'empereur. Son nom officiel était Takamochi, mais il signait ses lettres Shūan ou encore Seian.
Au Japon, il s’agissait de défendre la réalité du pouvoir de l'empereur contre celui du shogunat Tokugawa. Le Sonnō jōi devint par la suite une philosophie politique spécifiquement japonaise, dérivée du néo-confucianisme, dont le mot d’ordre (« Révérer l'Empereur, expulser les barbares ») fut un slogan important dans la vie politique nippone des années 1850-1860.

## Biographie
Takenouchi Shikibu nait en 1712 à Niigata dans le district de Kanbara province d’Echigo, l’actuelle préfecture de Niigata) dans une famille de médecin. À l’âge de dix-sept ou dix-huit ans, il quitte le domicile familial pour poursuivre ses études à Kyoto, où il se met au service de Tokudaiji Sanenori (1713-1740).
Takenouchi Shikibu est à l’origine un partisan du Suika shintō. Cette secte avait été fondée par Yamazaki Ansai, un shintoïste de tendance confucianiste du début de l’époque d'Edo.
Il étudie d’abord sous la direction de Matsuoka Yūen (1701-1783), puis sous celle du mentor de celui-ci, Tamaki Masahide (1670-1736). De ces deux maîtres, il hérita la tradition du Kikke Shintō.
Il fréquente aussi une école privée, Bōnankenjuku, tenue par Wakabayashi Kyōsai (1679-1732), successeur d’Asami Keisai (1652-1711). Il se lie d’amitié avec Nishiyori Seisai (1702-1797), Kume Teisai (1699-1784) et d’autres figures de l’époque.
Particulièrement brillant, il se fait remarquer par Tokudaiji Kinmura (1730-1782) qui le charge de donner des leçons sur les textes sacrés à de jeunes courtisans, à partir de la tradition du Suika Shintō. Utilisant comme source le Seiken Igen d'Asami Keisai et le Hōken Taiki de Kuriyama Senbō, Takenouchi discute des points tels que celui des relations correctes entre le souverain et ses sujets, ou encore celui des trois insignes de la royauté, et tente de propager un loyalisme absolu envers l’Empereur. Il donne également quelques conférences sur les textes sacrés devant l’empereur Momozono.
Ses activités lui valent l’inimitié du chancelier (kanpaku) Konoe Uchisaki (1728-1785) et celle du préfet provisoire du Kami (jingi gon daifu) Yoshida Kaneo (1705-1787) et de bien d’autres personnages importants. Ces ennemis tentent de l’exiler, et finissent par obtenir son renvoi par les magistrats de Kyoto. Les courtisans qui le soutenaient alors furent officiellement réprimandés lors de ce que l’on appelle l’incident de l’ère Hōreki.
Takenouchi est également impliqué dans une autre affaire, l’incident de Meiwa qui eut pour acteur principal Yamagata Daini.
Il meurt de maladie à l’âge de cinquante-six ans sur l’île de Miyakejima pendant son voyage d’exil vers Hachijō-jima.

## Œuvres
Ses écrits principaux sont le Hōkō kokoroegaki et le Nakatomi no harae kōgi.

## Source
- (en) Takenouchi Shikibu